# Abbaye de Georgenthal
L'abbaye de Georgenthal était une abbaye cistercienne implantée à Georgenthal, dans le Land de Thuringe, en Allemagne.

## Histoire
L'abbaye est fondée en 1142 grâce au comte Sizzo III von Schwarzburg-Kevernburg (de). Elle est occupée l'année suivante par des moines venus de l'abbaye de Morimond, notamment Everhard von Berg (de), le fils d'Adolphe Ier de Berg. L'abbaye a une grande influence. Elle acquiert des propriétés foncières. Elle atteint son apogée au début du XVIe siècle. Au cours de la guerre des Paysans allemands, en 1525, elle est pillée et presque entièrement détruite, les moines fuyant vers la ville de Gotha, à 16 km au sud de Georgenthal. Jean de Saxe prononce la dissolution en 1528. Les bâtiments sont alors utilisés comme carrière de pierres.

## Architecture

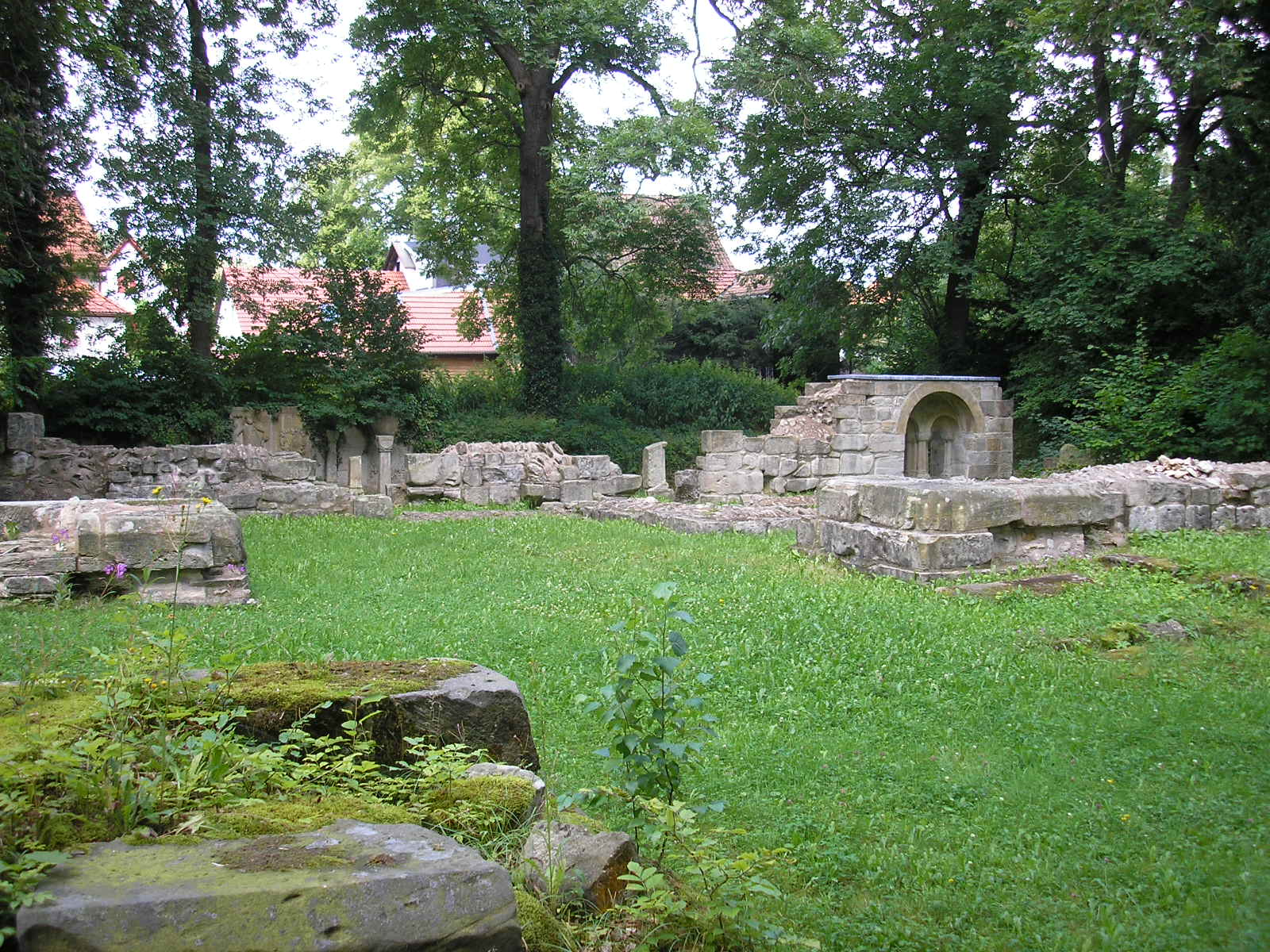
Ruines de l'abbaye de Georgenthal.

De l'abbaye, il ne reste plus que des ruines. Les fondations sont mises au jour entre 1840 et 1906.
L'ancienne abbatiale, probablement le premier bâtiment en voûte de Thuringe, est une basilique à trois nefs, avec, à l'origine, un chœur en cinq absidioles, puis, vers 1250, un grand chœur rectangulaire inspiré de l'abbaye de Cîteaux.
Au nord de l'abbatiale se trouvent les restes de bâtiments avec deux salles à trois nefs séparées par deux couloirs. La clôture religieuse et le cloître sont au sud. Il y a aussi un grenier à l'ouest de l'abbatiale. Ce bâtiment possède une grande maçonnerie qui avait une rose entrelacée au pignon. Cet élément se trouve aujourd'hui au musée d'histoire locale. On trouve aussi un château (une maison de soins infirmiers) construit au cours des XVIe et XVIIe siècles, qui devait accueillir les hôtes. La conciergerie possède des voûtes et date du XIIIe siècle.

## Filiation et dépendances
La Crête est fille de l'abbaye de Morimond